# Klaus-Dieter Lehmann
Klaus-Dieter Lehmann (né le 29 février 1940 à Breslau) est un bibliothécaire allemand, président de la Fondation du patrimoine culturel prussien de 1998 à 2008 et de l'Institut Goethe depuis 2008.